# Измайловский сад (Санкт-Петербург)
Измайловский сад (сад Буфф) — парк в Санкт-Петербурге, расположенный на набережной реки Фонтанки. 

## Парк и сад
В 1724 году на месте Измайловского сада располагалась усадьба одного из сподвижников Петра I — А. Румянцева. При усадьбе был разбит парк регулярного стиля.
В царствование императрицы Екатерины II собственником усадьбы стал её фаворит П. А. Зубов. Парк превратился в роскошный цветник.
К началу царствования Александра I парк зарос и из регулярного превратился в пейзажный. В начале XIX века он получил название «Измайловский», поскольку рядом с ним на берегу реки Фонтанки находились казармы Измайловского полка.
В 1835 году парк приобрёл купец А. Тарасов. В 1888 году территория была сдана в аренду Петербургскому немецкому «Шустер-клубу». Арендаторы построили в парке ресторан, эстраду-раковину для духового оркестра, открытую эстраду, на которой выступали канатоходцы, фокусники и гимнасты. Измайловский сад стал популярным увеселительным садом.

## Сад Буфф
В 1898 году купец из Ярославля Пётр Тумпаков взял парк в аренду на 25 лет и произвёл на его территории ряд кардинальных преобразований. Все здания бывшего Немецкого клуба были снесены, на их месте построен новый ресторан, проведено электрическое освещение, а при входе был разбит большой цветник. Кроме того, Тумпаков перестроил находившееся в саду здание старого театра и назвал его Театр Буфф. Новое здание было построено по проекту архитектора В. Шухова.
Купец собрал для нового театра опереточную труппу, и театр Буфф, открытый в 1901 году, быстро приобрёл популярность. Любовь зрителей театр не утратил и после смерти Тумпакова в 1911 году.

## Советская эпоха
Парк продолжал действовать и после революции 1917 года. В 1938 году здание театра Буфф перестроили, расширив зрительный зал. Кроме того, в саду был построен летний павильон, в котором проходили концерты и шахматные турниры. Во время блокады парк был разбит на огороды.
В 1948 году парку вернули название Измайловский, а бывший театр Буфф стал называться Летним театром Измайловского сада. Он оставался популярной концертной площадкой до конца 1980-х годов. 
В 1960-х и 1970-х годах здесь располагалась детская школа фигурного катания. В холодное время года лёд для тренировок заливали прямо на дорожках парка. В помещениях Летнего театра проходили занятия по ОФП, хореографии и бальным танцам. Первый в Ленинграде крытый каток  для детей с искусственным льдом был построен в 1966 году. Сейчас это малая сцена коммерческого театра.
В 1980 году в парке открылся новый Молодёжный театр.

## Современное состояние
В 2007 году была проведена реконструкция парка. Старое здание театра было сохранено, в 2010 году открылся новый трёхэтажный театр. Спектакли проводятся как на старой сцене, так и на новой сцене Молодежного театра. В 2012 году в саду установлена скульптура Романа Шустрова «Петербургский ангел».